# Большие Токшики
Больши́е Токши́ки (чув. Мăн Токшик) — деревня в Тораевском сельском поселении Моргаушского района Чувашии.

## География
Расстояние до Чебоксар 61 км, до районного центра — села Моргауши — 15 км, до железнодорожной станции 61 км. Деревня расположена в верховьях реки Штранга. 

## Население
| 2010 | 2012 |
| ---- | ---- |
| 337  | ↗388 |

## Уроженцы
В деревне родился народный мастер, резчик по дереву П. Я. Мазуркин.